# Armavir (Oroszország)
Armavir (cirill betűkkel Армави́р) város Oroszország Krasznodari határterületén, a Kubán folyó bal partján. Fontos vasúti csomópont. Lakossága 188 832 fő (2010), 193 964 fő (2002), 160 983 fő (1989), 144 000 fő (1969) volt. Korábban a határterület második legjelentősebb ipari központja volt Krasznodar után.

## Történelme
A mai város környékét eredetileg abazák lakták. Később a Krími Tatár Kánságból tatárok is települtek ide. A kaukázusi háborúk (1817–1864) következtében az abazák csoportjai a területről az Oszmán Birodalomba menekültek. Armavirt a cserkesz népek ősi földjének is tartják.
A jelenlegi települést 1839-ben ún. cserkesz-örmények alapították és Armjanszkij aulnak (Армянский аул, vagyis 'örmény aul') nevezték el. A jelenlegi nevén 1848 óta ismert, amikor az ősi örmény fővárosról, Armavirról kapta nevét. 1918 és 1920 között, az oroszországi polgárháború alatt több csatát is megvívtak a város környékén.
A Vörös Hadsereg 1943 januárjában szabadította fel a várost.

## Gazdaság
Armavirban jelentős a gépipar, a fafeldolgozó- és az élelmiszerfeldolgozó ipar. Régi gépipari vállalata a Kubanzseldormas, amelyet 1933-ban alapítottak. 
A várostól 12 kilométerre  délnyugatra van az Armaviri Radarállomás .